# 1628 en musique classique
| \| • Retour à la chronologie générale de la musique classique • \| |
| Grèce • Rome • Haut Moyen Âge • VIIIe siècle • IXe siècle • Xe siècle • XIe siècle XIIe siècle • XIIIe siècle • XIVe siècle • XVe siècle • XVIe siècle • XVIIe siècle XVIIIe siècle • XIXe siècle • XXe siècle • XXIe siècle |
| • Retour à la chronologie générale de la musique classique • |

| Années en musique classique : 1625 - 1626 - 1627 - 1628 - 1629 - 1630 - 1631    |
| Décennies en musique classique : 1590 - 1600 - 1610 - 1620 - 1630 - 1640 - 1650 |

## Œuvres
- Oratio de scholastici numeris difficultate habita, de Cornelis Helmbreecker.
- Paradisus sacris cantionibus, de Peter Philips.

## Naissances

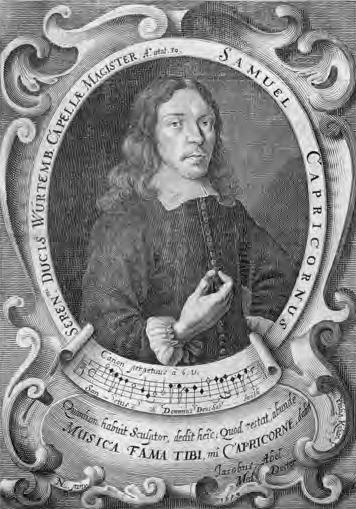
Samuel Capricornus

- 1er janvier : Christoph Bernhard, compositeur et théoricien de la musique allemand († 14 novembre 1692).
- 21 décembre : Samuel Capricornus, compositeur tchèque († 10 novembre 1665).

Date indéterminée :
- Anne Chabanceau de La Barre, cantatrice française († 1688).
- Robert Cambert, organiste et compositeur français († mars 1677).
- Gustav Düben, organiste et compositeur suédois († 19 décembre 1690).

## Décès

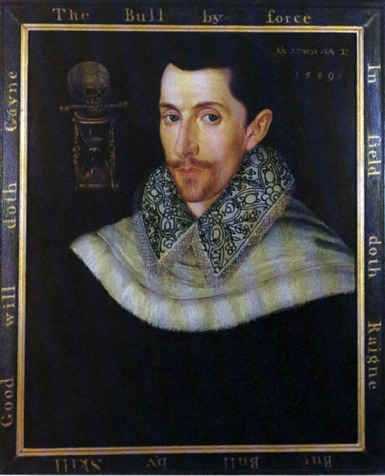
John Bull

- 21 janvier : Gregor Aichinger, compositeur allemand (° 1564).
- 12 mars : John Bull, compositeur anglo-flamand (° 1562 ou 1563).
- 16 novembre : Paolo Quagliati, compositeur et organiste italien vers (° 1555).

Date indéterminée :
- Alfonso Ferrabosco II, compositeur et gambiste anglais (° 1575).
- Michael Cavendish, compositeur anglais (° vers 1565).
- Peter Philips, compositeur, claviériste, virginaliste et organiste anglo-flamand (° 1560 ou 1561).